# Kritu Tera
Kritu Tera (gr. Κρίτου Τέρα) – wieś w Republice Cypryjskiej, w dystrykcie Pafos. W 2011 roku liczyła 86 mieszkańców.